# Steve Stockman
Pour les articles homonymes, voir Stockman.
Stephen Ernest Stockman dit Steve Stockman, né le 14 novembre 1956 à Bloomfield Hills, est un homme politique américain, représentant républicain du Texas à la Chambre des représentants des États-Unis à deux reprises.

## Biographie
Steve Stockman est originaire du Michigan. Après des études à l'université de Houston, il devient comptable.
Il est élu à la Chambre des représentants des États-Unis lors de la révolution républicaine de 1994. Lors de ces élections, il bat le démocrate sortant Jack Brooks (en), critiqué localement pour avoir voté en faveur de l'interdiction de certains fusils d'assaut. Durant son mandat, Stockman devient une figure controversée du Congrès et est considéré comme un extrémiste par ses adversaires. Candidat à sa réélection en 1996, il est battu par Nick Lampson, avec 47 % des suffrages contre 53 % pour le démocrate.

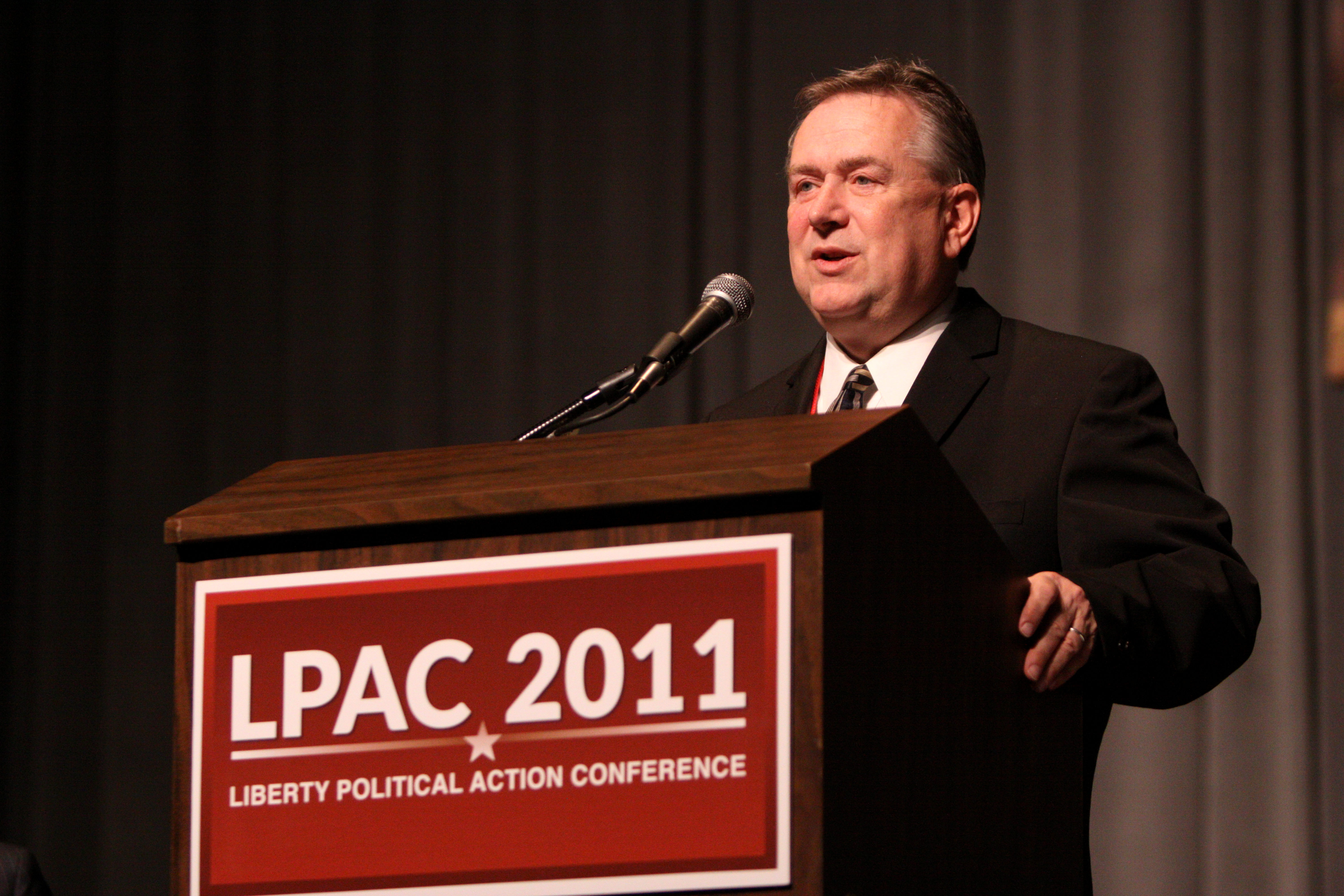
Steve Stockman en 2011.

Steve Stockman fait son retour à la Chambre des représentants en 2012. Il est alors élu dans le 36e district du Texas, un siège profondément républicain, qui s'étend du comté de Harris à la frontière avec la Louisiane. Il ne se représente pas en 2014, préférant se porter candidat au Sénat face au républicain sortant John Cornyn. Rassemblant 19 % des voix, il est largement battu par Cornyn, qui le devance de plus de 40 points.
En 2017, il est inculpé pour avoir utilisé l'argent d'une association caritative, Life Without Limits, pour des dépenses personnelles ou de campagne, ainsi que pour des déclarations fiscales frauduleuses. L'année suivante, il est condamné à une amende de plus d'un million de dollars et à 10 ans de prison, suivi de trois années de liberté surveillée. Le 22 décembre 2020, il est gracié par le président Donald Trump.